# Zona Leste de Porto Alegre
A Zona Leste da cidade de Porto Alegre, é uma zona de aproximadamente 51,36 km² que abrange os bairros Bom Jesus, Chácara das Pedras, Jardim Carvalho, Jardim do Salso, Jardim Sabará, Morro Santana, Três Figueiras, Vila Jardim, Mario Quintana, Partenon, Vila João Pessoa, São José, Agronomia e Lomba do Pinheiro, além dos bairros Jardim Botânico e Petrópolis, que, apesar de se situarem na região leste da cidade, fazem parte da Região Centro do Orçamento Participativo da Capital. A região é abrangida pelo plano diretor da cidade como a região de planejamento quatro (leste e nordeste).
Nesta região moram 355.876 habitantes, o que gera uma densidade populacional de 23,06 habitantes por quilômetos quadrados; a região apresenta uma renda média de 10,14 salários mínimos e sua característica principal é ser uma zona residencial com presença comercial e leve região rural.

## História
No período pré-colonial, a zona leste da cidade de Porto Alegre era habitada por indígenas das etnias guaranis e kaingangs. Com a chegada dos colonizadores europeus, o território começou a ser ocupado por estâncias, onde se desenvolvia principalmente a pecuária. Até o final do século XIX, grande parte da região era formada por chácaras e áreas rurais.
No final do século XIX e início do século XX, o desenvolvimento de Porto Alegre como um todo levou à abertura de estradas e à expansão das áreas habitadas para a Zona Leste. Com a melhoria no desenvolvimento e acesso a região, começaram os primeiros projetos de loteamento, assim começou a ocupação da região por trabalhadores da região central e portuária da cidade. O que tornou a dinâmica habitacional que antes era dividida entre estâncias e terras indígenas, uma dinâmica mais urbana, com a diminuição do território indígena e rural da região. A fundação do Hospital Psiquiátrico São Pedro em 1884, no bairro Partenon, marca um dos primeiros grandes projetos públicos na Zona Leste. Este hospital, por muitos anos uma referência em psiquiatria, representou um marco na saúde pública e influenciou o desenvolvimento de outras instituições na área da saúde.
A partir da metade do século XX, a urbanização em Porto Alegre se intensificou, e a Zona Leste passou a receber uma grande quantidade de migrantes de outras regiões do estado e do Brasil. Esse movimento foi impulsionado principalmente pela busca de melhores condições de vida e trabalho. Muitas pessoas que chegaram nesse período enfrentavam dificuldades financeiras e passaram a ocupar áreas periféricas e morros, o que deu origem a vilas e favelas em bairros como Lomba do Pinheiro e Partenon. Junto com esta procura pelos morros, em 1950, foi aberta uma pedreira no maior morro da cidade de Porto Alegre, o Morro Santana, o que trouxe o processo de habitação da região do extremo-leste da cidade. A pedreira tinha como principal objetivo a exploração abundante de basalto e granito.
Durante a ditadura militar no Brasil (1964-1985), os bairros da Zona Leste, como o Partenon, tornaram-se palco de diversos movimentos sociais. A população local se organizava em associações comunitárias que lutavam por melhorias básicas, como pavimentação, saneamento, e transporte público. As vilas e comunidades passaram a formar uma identidade própria, e essa mobilização gerou melhorias significativas na infraestrutura urbana. 
Nos anos 1990, a criação do Campus do Vale da Universidade Federal do Rio Grande do Sul (UFRGS) na Agronomia trouxe novos fluxos de estudantes e pesquisadores para a região. A presença da universidade não só impulsionou a educação e a pesquisa, mas também estimulou o desenvolvimento do comércio e a expansão do transporte público, integrando mais a Zona Leste ao restante da cidade. Nas últimas décadas, a Zona Leste continua a crescer e diversificar. Hoje, a região é conhecida por sua diversidade cultural, com forte presença de migrantes e rica vida comunitária. Entretanto, ainda enfrenta desafios, como a necessidade de melhorias em infraestrutura e segurança. O desenvolvimento de áreas comerciais e residenciais é constante, e o poder público busca manter o equilíbrio entre expansão urbana e preservação ambiental, especialmente em áreas próximas ao Jardim Botânico e ao Morro da Polícia.

### Enchentes de 2024
Por estar localizada em uma região mais alta da cidade, a zona em questão foi atingida apenas por alagamentos pontuais. Estes alagamentos pontuais foram ocasionados pelo relevo da região que é categorizado por um conglomerado de morros. Estes mesmos morros foram preucupações levantadas pela Defesa Civil de Porto Alegre, que alertou para o risco de deslizamentos, especialmente em áreas com encostas, como Morro Santana. Bairros com áreas mais rurais e de encostas enfrentaram deslizamentos de terra, além de alagamentos que isolaram comunidades. 
Como dano colateral, diversos bairros de Porto Alegre sofreram interrupções no fornecimento de luz e água devido a danos causados pelas fortes chuvas e alagamentos. Na região leste da cidade, bairros como Bom Jesus, Jardim Carvalho, Jardim do Salso, Jardim Sabará, Morro Santana, Vila Jardim, Mário Quintana, Partenon, São José e Agronomia foram gravemente afetados. As fortes correntezas danificaram subestações elétricas e sistemas de distribuição de água, além de provocarem quedas de postes e rompimentos de tubulações, deixando milhares de moradores sem serviços essenciais por vários dias.

## Infraestrutura
A zona possui uma das saídas da cidade de Porto Alegre, trata-se da união da avenida arterial Protásio Alves e da Rodovia Caminho do Meio que interliga a região a ERS-040, que, por sua vez, é uma "continuação" da Avenida Bento Gonçalves. A principal avenida que corta o bairro, trata-se da própria Avenida Protásio Alves que é abastecida por diversas outras avenidas, ela é abastecida pela Terceira Perimetral, pela Avenida Antônio de Carvalho que contecta-se a Avenida Ipiranga e a Avenida Manoel Elias que se conecta a Avenida Baltazar de Oliveira Garcia.
A região é provida de dois hospitais, o Hospital São Lucas da PUC-RS e o Hospital Independência da rede hospitalar Divina Providência. A região também é provida de duas unidades de pronto atendimento, a UPA Bom Jesus localizada no bairro Bom Jesus e a UPA Moacir Scilar localizada próxima ao terminal triângulo. O hospital mais antigo da região fica no bairro do Partenon, trata-se do Hospital Psiquiátrico São Pedro fundado em 1884, atualmente o imovel é um patrimônio tombado. 
A zona também é provida de três câmpus universitários, um da Pontifícia Universidade Católica do Rio Grande do Sul onde fica a reitoria, o Campus do Vale da Universidade Federal do Rio Grande do Sul, e outro Centro Universitário Ritter dos Reis na Faculdade Porto Alegrense.
A região que faz divisa com a cidade metropolitana de Viamão, é atendida por corredores de ônibus. Os ônibus que possuem rotas na zona possuem a cor verde segundo decreto do prefeito José Fortunati em 2015 e algumas linhas especiais de uso exclusivo da Companhia Carris Porto-Alegrense na cor laranja, sendo seus prefixos iniciados em 3 ou 4. Também possuem linhas de ônibus do sistema metropolitano, normalmente fazendo rotas até a cidade de Alvorada e Viamão.

## Turismo e patrimônio histórico
A Zona Leste de Porto Alegre é um espaço que mistura áreas residenciais, culturais e naturais, oferecendo diversas opções para turistas. A região abriga pontos como o Museu de Ciências e Tecnologia da PUCRS, onde os visitantes usufruem de exposições sazonais ou fixas interativas que desenvolvem seus conhecimentos em ciências e tecnologia, e o Teatro da AMRIGS, conhecido por seus espetáculos culturais. Além disso, o Jardim Botânico de Porto Alegre é um destino de destaque, ideal para quem busca conexão com a natureza, com trilhas e coleções botânicas diversificadas.
Outra atração natural importante é o Morro da Polícia, no bairro glória, que oferece uma vista panorâmica incrível da cidade e é um local popular para caminhadas e fotografia. O bairro Partenon, por sua vez, carrega um rico legado cultural, remontando à Sociedade Partenon Literário do século XIX, um marco para o desenvolvimento das artes e da alfabetização na cidade.

### Morro Santana
O Morro Santana é o ponto mais alto de Porto Alegre, alcançando 311 metros de altitude. Ele se destaca tanto por sua relevância geográfica quanto histórica e ambiental. Geologicamente, é formado por rochas graníticas e ocupa cerca de mil hectares, dos quais aproximadamente 600 pertencem à Universidade Federal do Rio Grande do Sul (UFRGS). A vegetação do morro é um mosaico que combina os biomas Pampa e Mata Atlântica, com uma rica biodiversidade. Estima-se a presença de mais de 400 espécies vegetais e uma fauna variada, incluindo aves, répteis e mamíferos, como graxains e tatus.
A história do Morro Santana remonta ao período colonial. Ele foi parte de uma sesmaria concedida a Jerônimo de Ornellas, um dos fundadores da cidade, e tornou-se uma área estratégica com o assentamento de famílias açorianas no século XVIII. Além disso, no período da Guerra dos Farrapos, o local abrigou um importante quartel-general rebelde. Uma das áreas históricas, conhecida como Casa Branca, foi demolida em 1972, mas permanece viva na memória dos moradores. A antiga pedreira do Morro Santana foi uma importante área de extração de rochas graníticas utilizadas na construção civil, destacando-se como um marco econômico e histórico da região antes de ser desativada e integrada às discussões sobre preservação ambiental do morro.

Atualmente, o morro enfrenta desafios relacionados à conservação ambiental devido à urbanização e especulação imobiliária. Ainda assim, projetos educacionais e iniciativas comunitárias buscam proteger a área, valorizando-a como patrimônio natural e histórico da cidade. É um ponto de referência ecológica e cultural, representando um equilíbrio entre o passado e o presente de Porto Alegre.

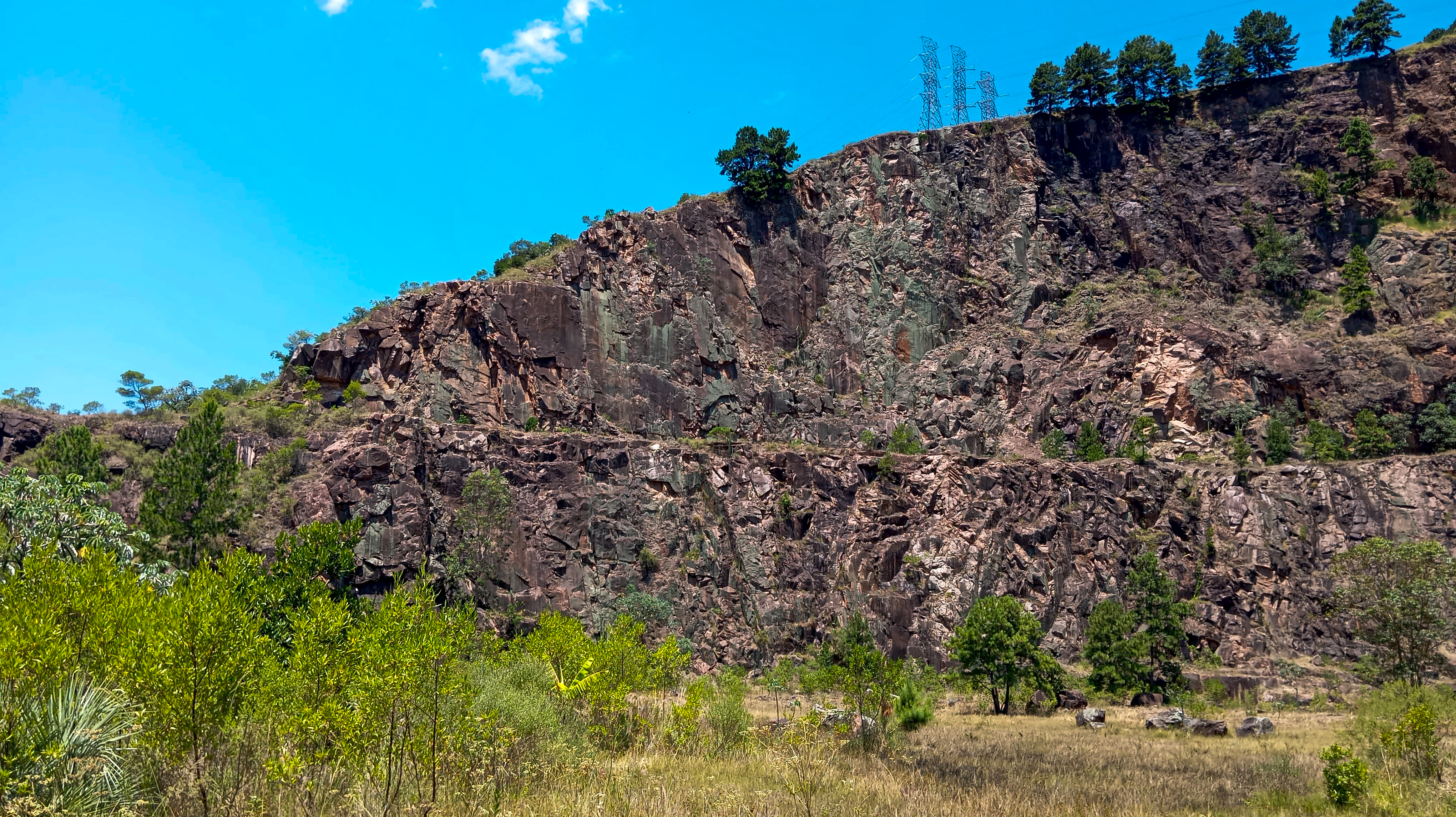
Andar inferior da pedreira localizada no Morro Santana em 2025
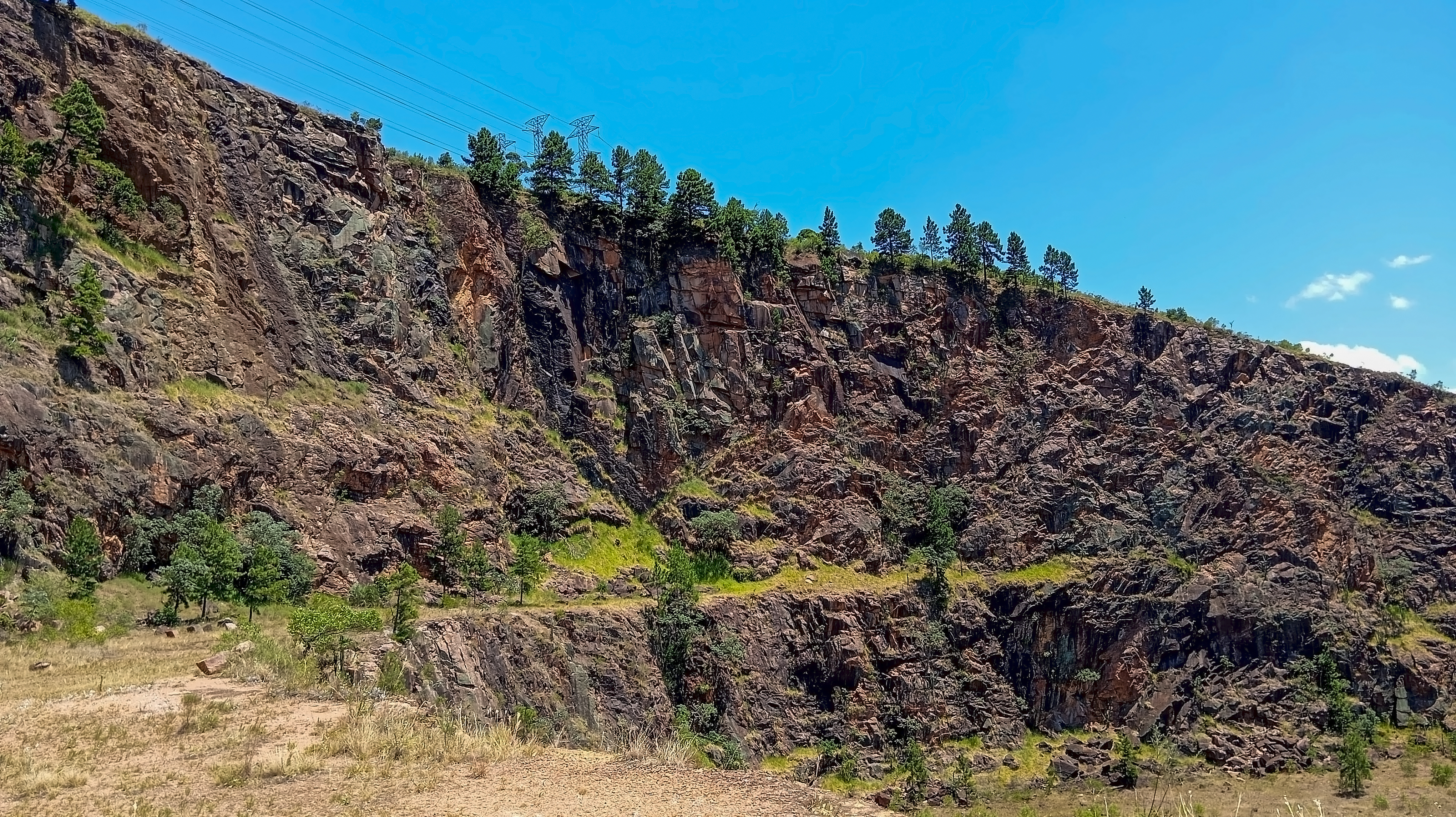
Segundo andar da pedreira existente no Morro Santana em 2025
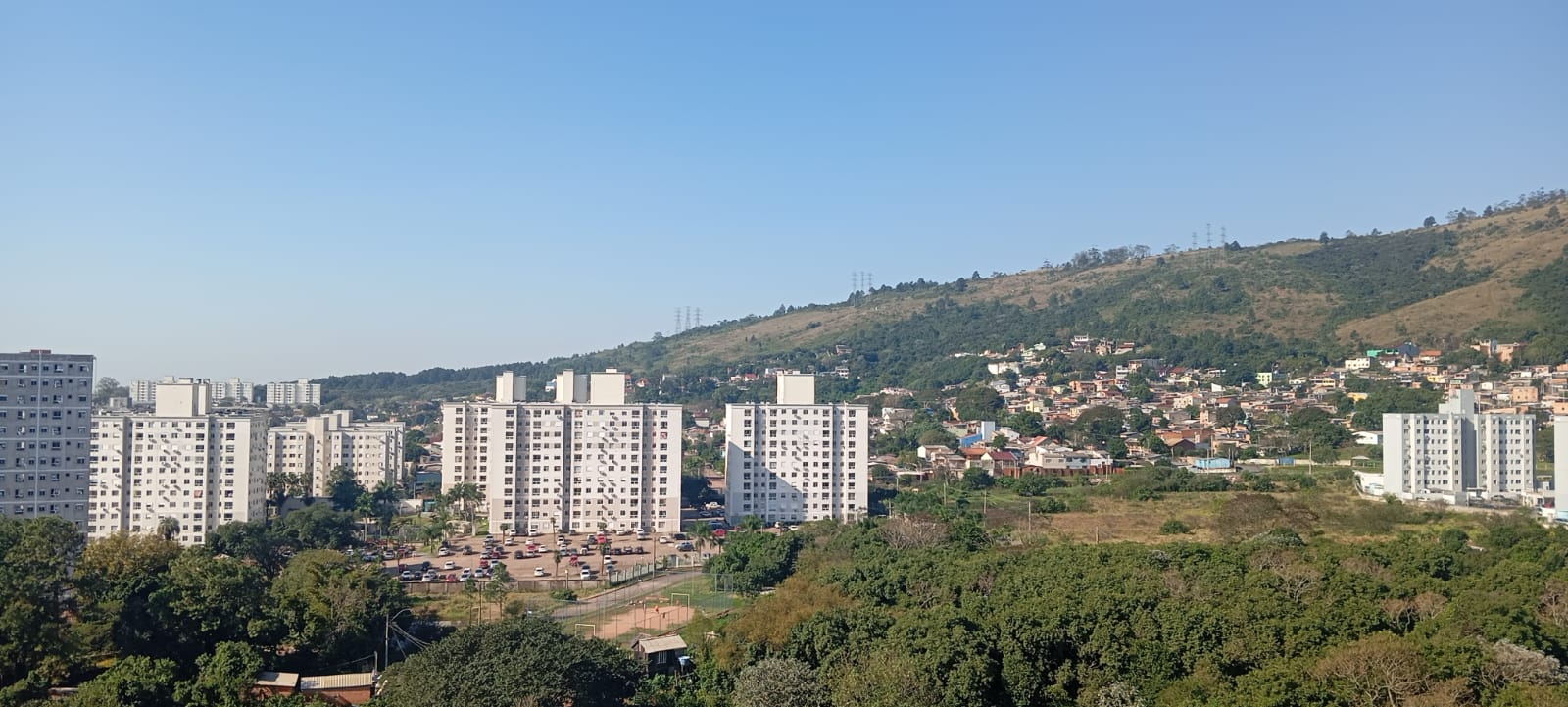
Morro Santana visto da parte mais baixa do bairro em 2024

### Sociedade Partenon Literário
A Sociedade Partenon Literário, foi uma associação literária criada em 1868 no bairro em que hoje em dia recebe o seu nome na cidade de Porto Alegre. O grupo tinha como principais objetivos a promoção da literatura, a valorização da cultura e a disseminação do conhecimento entre a população. Por meio de publicações, palestras e eventos culturais, a sociedade não apenas incentivou a produção literária local, mas também fomentou debates sobre questões sociais e educacionais da época. Sua atuação foi fundamental para democratizar o acesso à educação e à cultura, contribuindo significativamente para o desenvolvimento intelectual da comunidade e para a consolidação de uma identidade cultural regional em Porto Alegre. Esse dinamismo cultural fomentado pela sociedade também impulsionou a urbanização do bairro, com melhorias na infraestrutura e no acesso a serviços básicos, consolidando a região como um importante polo de desenvolvimento educacional e cultural da cidade.

### Jardim Botânico de Porto Alegre
Fundado em 1958, o Jardim Botânico de Porto Alegre, fica no bairro que recebe o mesmo nome. O local de 39 hectáres recebe em média 60 mil visitantes anuais, que no local são capazes de observar diversas espécies nativas da flora brasileira, como araucárias, jerivás, ipês, jacarandás e canelas, que compõem a rica biodiversidade do espaço. Outro destaque é o serpentário, onde é possível conhecer de perto diferentes espécies de serpentes, com foco na conscientização sobre a importância desses animais para o equilíbrio ecológico e na desmistificação de preconceitos associados a eles. O espaço combina lazer, educação ambiental e preservação da natureza, sendo um refúgio verde em meio à cidade.

#### Museu de Ciências Naturais da Fundação Zoobotânica do Rio Grande do Sul
O Museu de Ciências Naturais da Fundação Zoobotânica do Rio Grande do Sul foi inaugurado em 1955 a partir do desmembramento da coleção de história natural do Museu Júlio de Castilhos. Desde então, o museu tem se dedicado à pesquisa, preservação e divulgação científica sobre a biodiversidade brasileira, com especial ênfase nos ecossistemas do Rio Grande do Sul. Seu acervo é composto por milhares de exemplares de fauna e flora, fósseis e materiais geológicos, que são exibidos em exposições permanentes e temporárias. Além disso, o museu desempenha um papel fundamental no apoio a estudos científicos e na formação de novos pesquisadores, oferecendo uma rica fonte de dados para o desenvolvimento de projetos acadêmicos. Como parte integrante do Jardim Botânico de Porto Alegre, o Museu de Ciências Naturais promove atividades educativas que buscam aproximar o público da ciência e sensibilizá-lo para a conservação do meio ambiente.

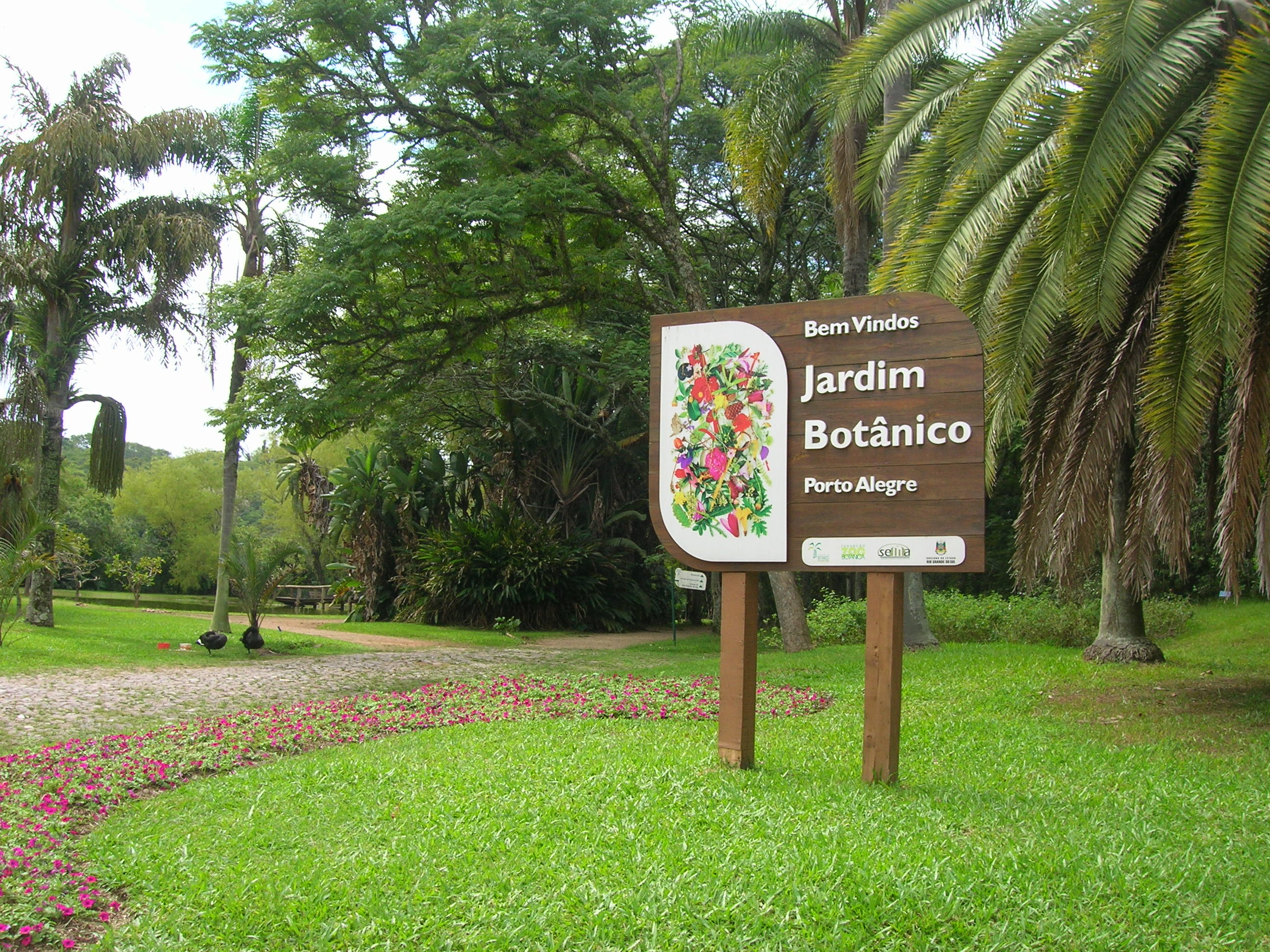
Placa de boas vindas na entrada do parque
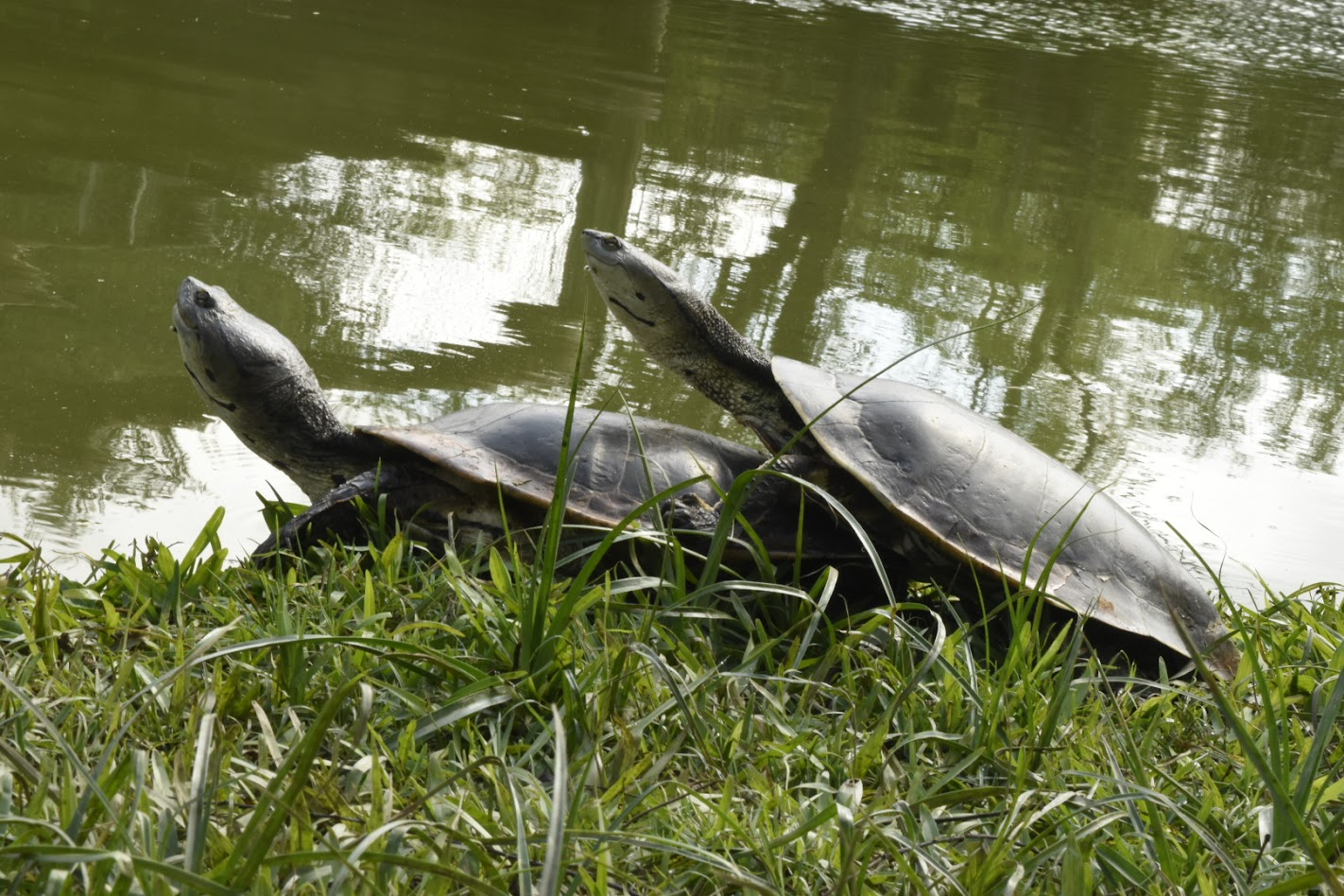
Cágados Podocnemis em um dos lagos do local
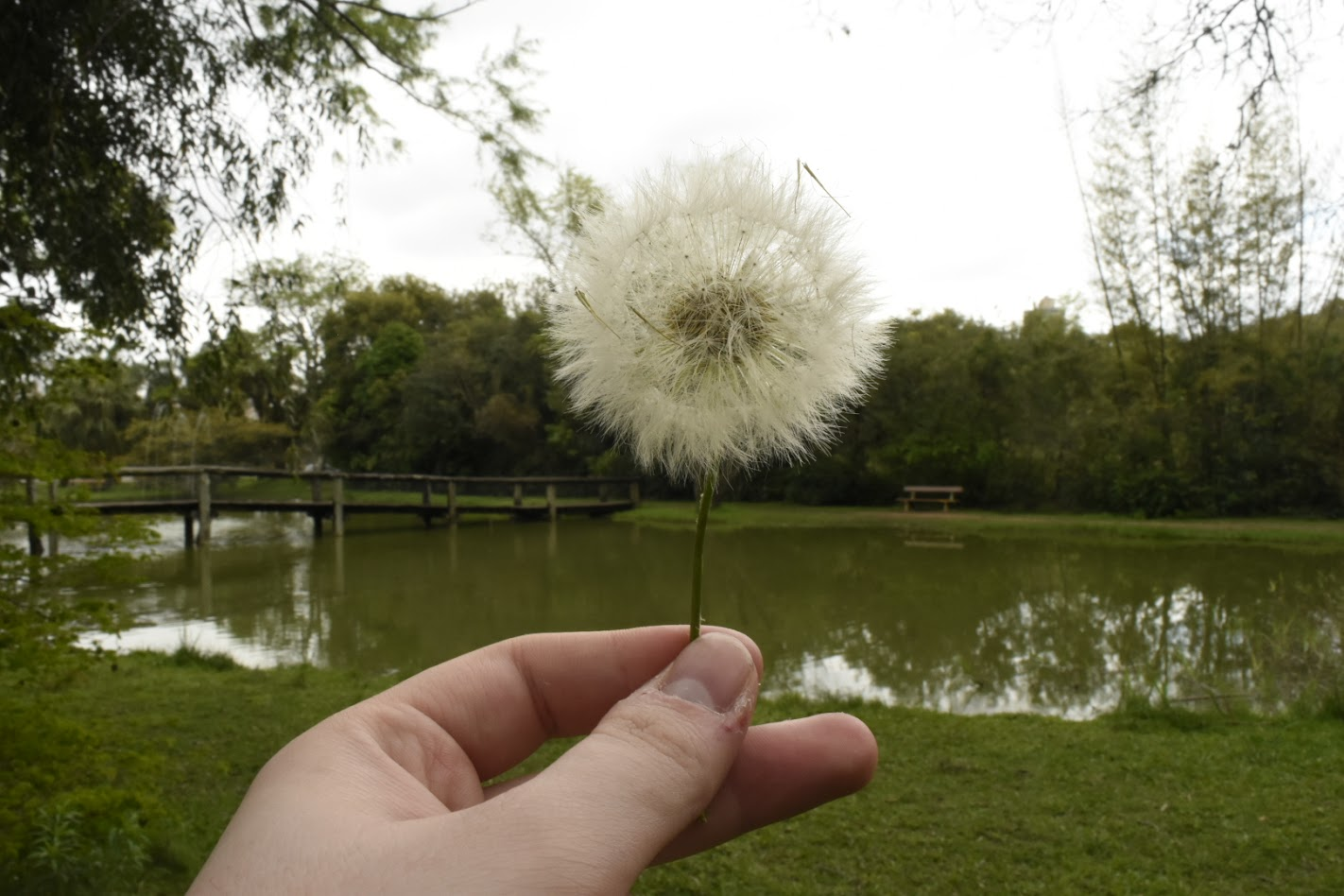
Dente de leão em frente a um dos lagos do local
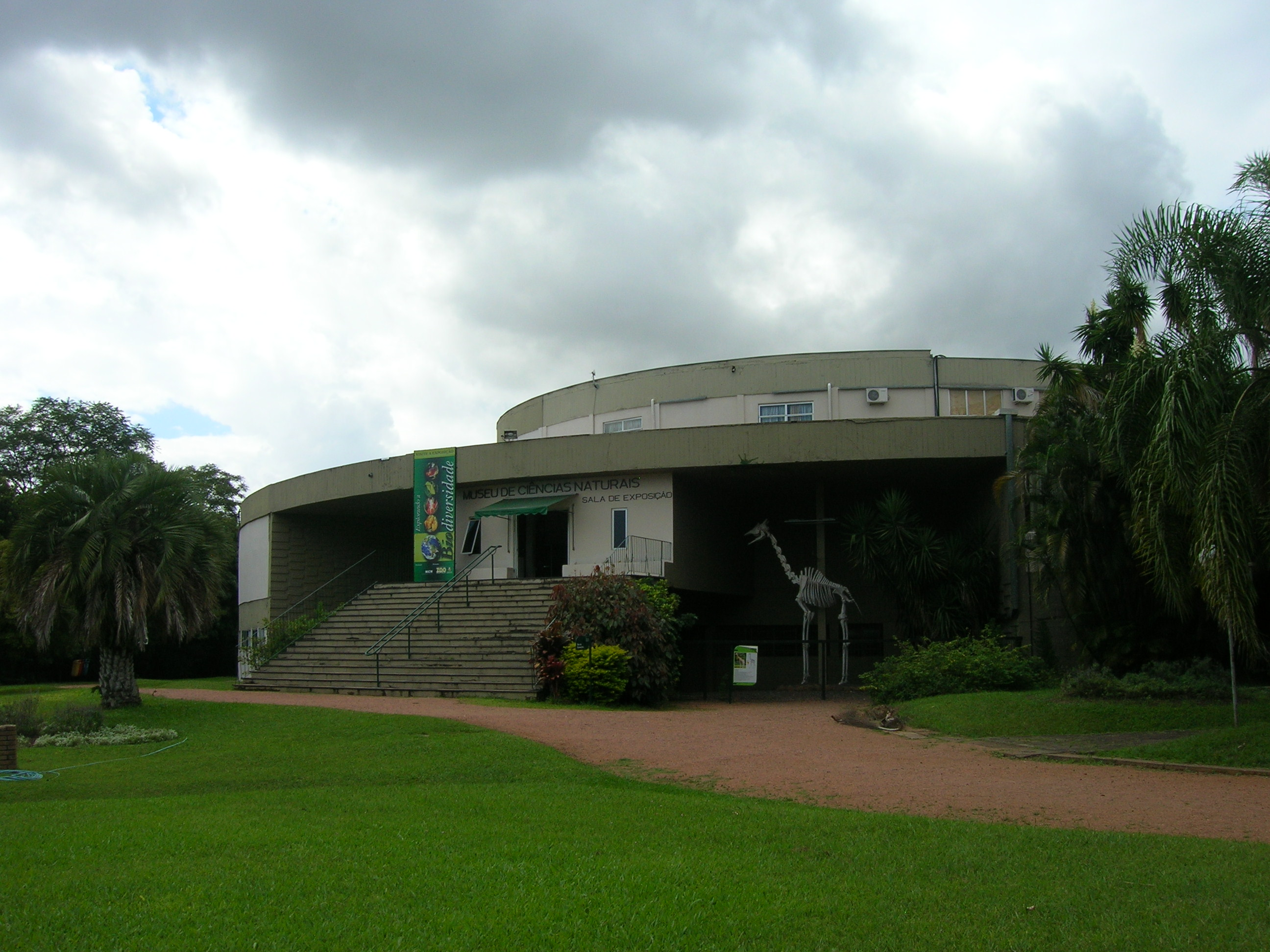
Fachada do Museu Fundação Zoobotânica Rio Grande do Sul

### Hospital Psiquiátrico São Pedro
O Hospital Psiquiátrico São Pedro, fundado em 1884 em Porto Alegre, é uma das instituições de saúde mental mais antigas e importantes do Brasil. Construído durante o período imperial, o hospital reflete a evolução histórica do cuidado psiquiátrico no país, desde uma época marcada por práticas asilares até as transformações trazidas pela reforma psiquiátrica. Ao longo de sua história, o hospital desempenhou um papel central no tratamento de pessoas com transtornos mentais no Rio Grande do Sul, além de abrigar importantes debates sobre saúde pública e humanização dos cuidados.

#### Museus
Nos tempos atuais, o complexo do Hospital São Pedro também abriga uma das unidades do Museu de História da Medicina do Rio Grande do Sul (MUHM), que ocupa parte do prédio histórico. O museu se dedica a preservar e divulgar a história da medicina e da psiquiatria no estado, com um acervo composto por documentos, equipamentos médicos antigos, fotografias e obras relacionadas à evolução dos cuidados em saúde mental. O espaço é um importante centro de memória e reflexão, onde os visitantes podem conhecer o legado histórico do hospital, compreender os avanços da medicina e refletir sobre os desafios e conquistas no cuidado com a saúde mental ao longo dos séculos.

O Museu Oficina de Criatividade também presente no hospital, foi criado em 1990, o museu nasceu como uma iniciativa para promover a inclusão social e a valorização da expressão artística de pacientes do hospital, sendo um exemplo pioneiro no uso da arte como ferramenta terapêutica e educativa. O acervo do museu é composto por obras produzidas por pacientes durante oficinas de arte, abrangendo diversas formas de expressão, como pinturas, esculturas, desenhos e trabalhos em cerâmica. Cada peça reflete a subjetividade, emoções e perspectivas únicas dos artistas, oferecendo ao público uma oportunidade de enxergar a saúde mental por meio de um olhar mais humano e sensível.

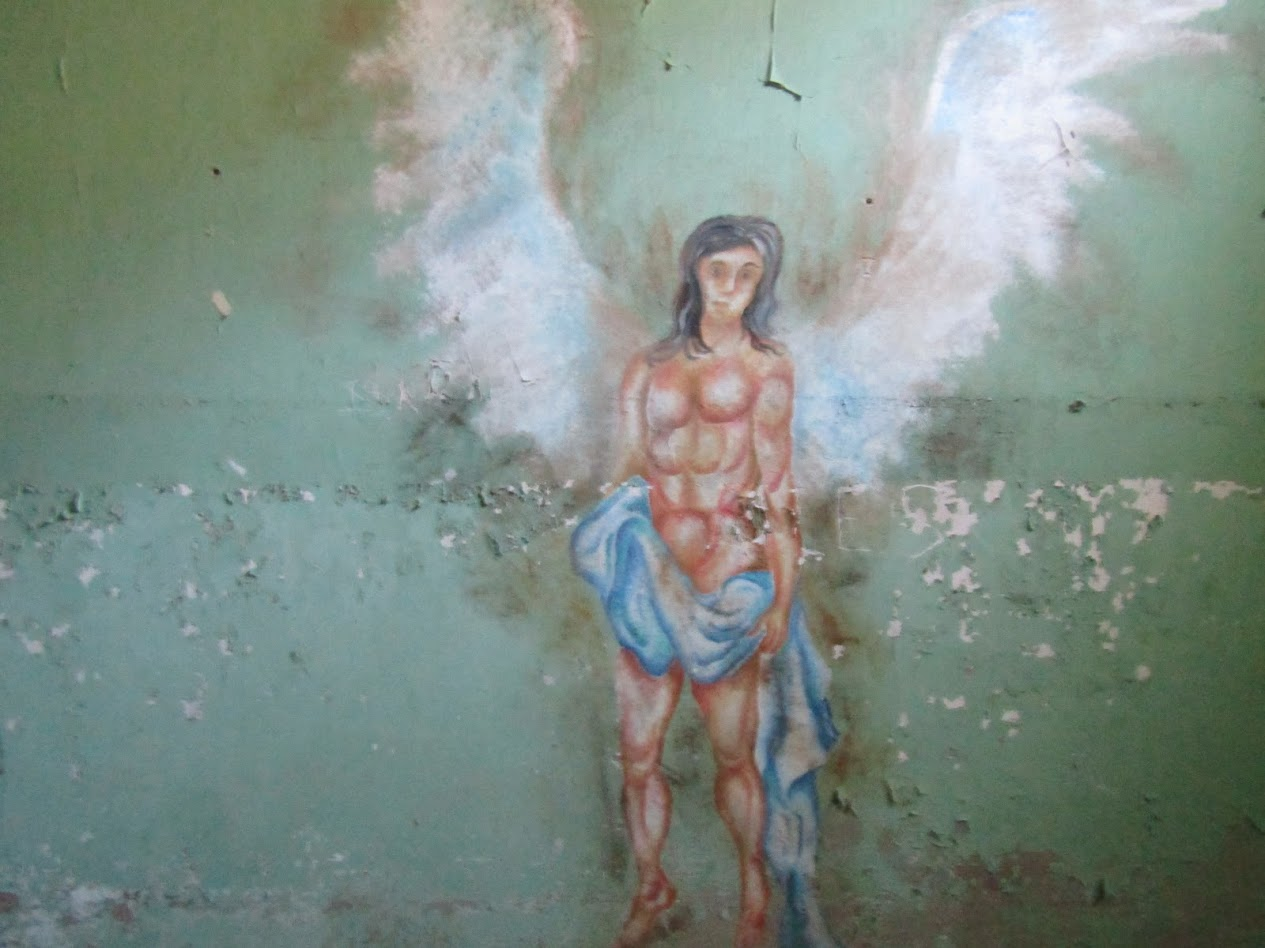
Imagem de um anjo realizada por pacientes em uma das alas desativadas do hospital, hoje parte do acervo "Museu Oficina de Criatividade"
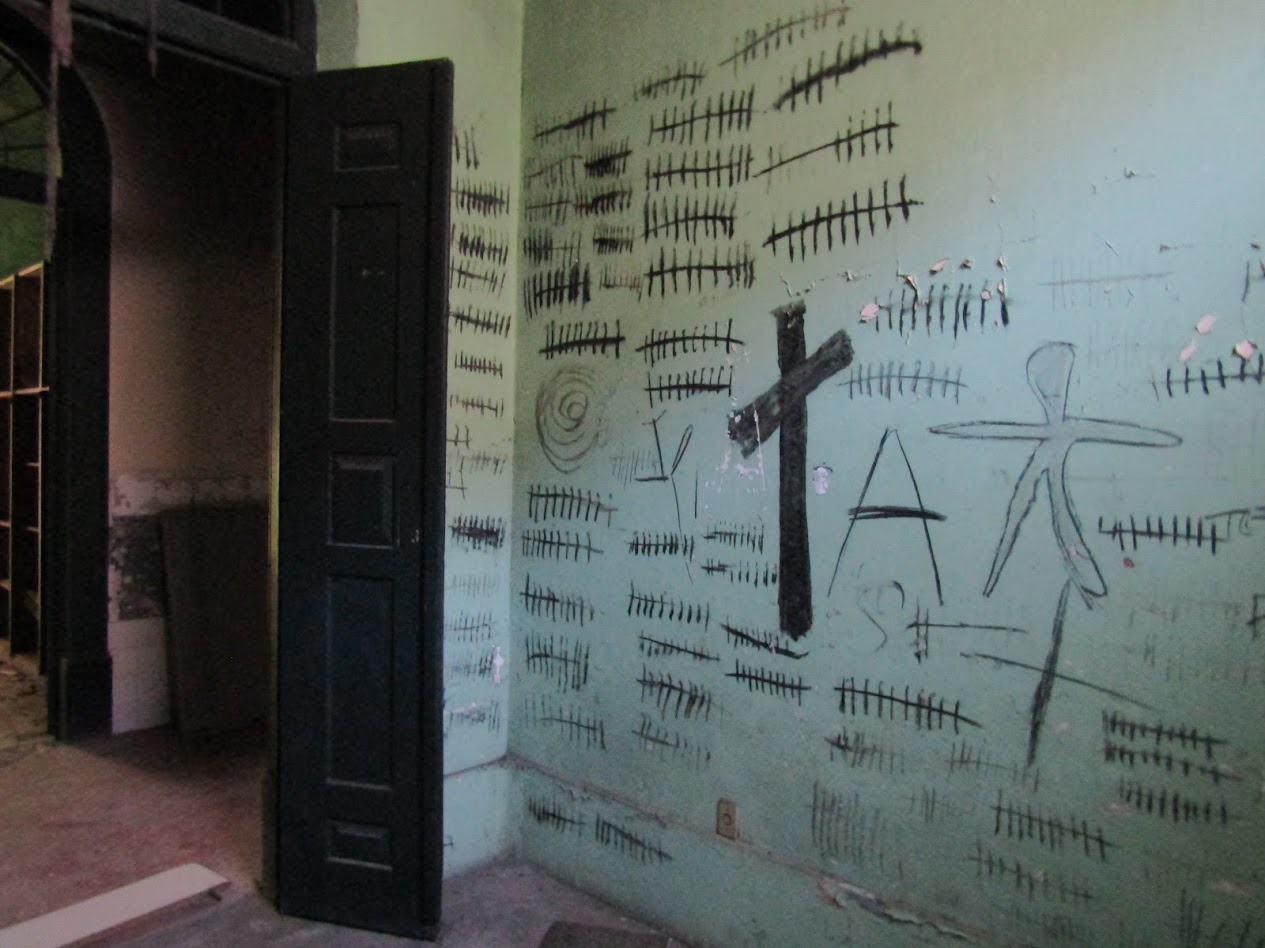
Imagem abstrata com uma cruz, realizada por pacientes em uma das alas desativadas do hospital, hoje parte do acervo "Museu Oficina de Criatividade"

## Limites e bairros
A zona é composta por 16 bairros distribuídos pelas regiões de planejamento 4 - Leste e Nordeste e 7 - Lomba do Pinheiro e Partenon, além dos bairros Jardim Botânico e Petrópolis que estão contidos na região de planejamento 1 - Centro. Nesta região moram ao todo 355.876 habitantes distribuídos por 51,36 km². 
| Bairro             | Área (ha.) | Habitantes | Densidade Populacional (hab./km²) | IDHM               | Ref.   |
| ------------------ | ---------- | ---------- | --------------------------------- | ------------------ | ------ |
| Agronomia          | 886.3      | 2 331      | 263                               | 0,695 (Médio)      | [ 40 ] |
| Bom Jesus          | 210        | 28 675     | 13 654.76                         | 0,699 (Médio)      | [ 41 ] |
| Chácara das Pedras | 108.5      | 6 668      | 6 145.62                          | 0,958 (Muito alto) | [ 42 ] |
| Jardim Botânico    | 203.6      | 12 521     | 6 149.80                          | 0,898 (Muito alto) | [ 43 ] |
| Jardim Carvalho    | 392.3      | 25 386     | 6 471.06                          | 0,770 (Alto)       | [ 44 ] |
| Jardim do Salso    | 85.5       | 4 405      | 5 152.04                          | 0,916 (Muito alto) | [ 45 ] |
| Jardim Sabará      | 255.5      | 17 853     | 6 987.47                          | 0,852 (Muito alto) | [ 46 ] |
| Três Figueiras     | 133.4      | 4 070      | 3 050.97                          | 0,958 (Muito alto) | [ 47 ] |
| Vila Jardim        | 146.7      | 13 189     | 8 990.45                          | 0,800 (Muito alto) | [ 48 ] |
| Vila João Pessoa   | 112.2      | 13 041     | 11 622.99                         | 0,770 (Alto)       | [ 49 ] |
| Vila São José      | 304        | 26 522     | 8 701.44                          | 0,706 (Alto)       | [ 50 ] |
| Lomba do Pinheiro  | 2 957.1    | 58 106     | 1 953.07                          | 0,679 (Médio)      | [ 51 ] |
| Morro Santana      | 574.5      | 19 338     | 3 336.05                          | Sem Informação     | [ 52 ] |
| Mário Quintana     | 750.7      | 38 116     | 5 077.39                          | 0,643 (Médio)      | [ 53 ] |
| Partenon           | 633.9      | 48 160     | 7 597.41                          | 0,815 (Muito alto) | [ 54 ] |
| Petrópolis         | 336.8      | 37 496     | 11 133.01                         | 0,950 (Muito alto) | [ 55 ] |

A zona é limitada ao norte com a zona norte de Porto Alegre nos bairros Mario Quintana e Jardim Itu. Limitada ao sul com a zona sul da cidade nos bairros São José e Agronomia, ao leste com a divisa municipal com a cidade de Viamão, e ao oeste com a região central da cidade no bairro Bom Jesus. Esta localização favorece o transporte entre as zonas sul e norte e a conexão com a região metropolitana de Porto Alegre através da cidade de Viamão.